# Pacto de Pacificação
O pacto de pacificação foi um acordo, assinado na Itália, em 3 de agosto de 1921, entre socialistas, sindicalistas da Confederação Geral do Trabalho e fascistas. O pacto foi rejeitado pelo PNF em novembro do mesmo ano.

## História
Nas eleições políticas de maio de 1921, 37 deputados das Fasces de Combate Italiana entraram pela primeira vez na Câmara, incluindo o próprio Mussolini, que acreditava na parlamentarização do movimento.
O acordo foi alcançado em 2 de agosto, no palácio de Montecitorio, no gabinete do presidente da Câmara do Reino da Itália, Enrico De Nicola. O Artigo 2 do acordo estabelece que "ameaças, agressões, represálias, punições, vinganças, pressões e violência pessoal de qualquer tipo" entre facções políticas opostas devem cessar imediatamente.
Benito Mussolini aderiu ao pacto após discuti-lo com o Presidente do Conselho, Ivanoe Bonomi, com os deputados socialistas Pietro Ellero e Tito Zaniboni, e com os deputados fascistas Giacomo Acerbo e Giovanni Giuriati, demonstrando a intenção de atender aos apelos tanto do Presidente da Câmara quanto do Presidente do Conselho.
Os representantes do Grupo Parlamentar Popular, Alcide De Gasperi e Cingolani, agradeceram o convite, mas declararam que "o Grupo prefere não adotar uma posição oficial a esse respeito e contribuir, em vez disso, para a realização do nobre objetivo, mantendo — dentro e fora da Câmara — sua postura de rigorosa legalidade e equilibrada consideração pelas forças sociais que sempre o orientaram".
O conselho de administração do Grupo Parlamentar Comunista declarou verbalmente ao presidente que "o Grupo Parlamentar Comunista, em conformidade com as declarações publicadas a algum tempo pelo Comitê Executivo do Partido Comunista da Itália, não participará das negociações".
Por fim, pelos deputados republicanos, Chiesa, Mazzolani, Conti e Macrelli manifestaram sinceros desejos de pacificação, considerada essencial para a saúde do país. No entanto, declararam que não consideravam oportuna sua intervenção, "porque o Partido Republicano desejava manter-se neutro na lamentável disputa entre as facções, mesmo quando suas próprias organizações fossem duramente atingidas".

## Objetivos
Por meio de um acordo de trégua — que logo se mostrou apenas teórico —, o objetivo era evitar que o país entrasse em uma guerra civil, marcada pelo confronto entre socialistas e fascistas. O pacto previa o compromisso mútuo de ambas as partes de renunciar ao uso da violência.
O Partido Socialista aproveitou a oportunidade para se distanciar da organização "Arditi del Popolo", grupo armado que tinha como objetivo defender as associações proletárias da violência fascista, enfraquecendo ainda mais as forças em defesa dos trabalhadores.

## Signatários
O Diretório do Grupo Parlamentar Comunista, os representantes do Grupo Parlamentar Popular e os deputados republicanos também foram convidados a aderir ao acordo.
Assinaram, em nome do Conselho Nacional das Fasces e do Grupo Parlamentar Fascista:
- Benito Mussolini;
- Cesare Maria De Vecchi;
- Giovanni Giuriati;
- Cesare Rossi;
- Umberto Pasella;
- Gaetano Polverelli;
- Nicola Sansanelli.

Pela liderança do Partido Socialista Italiano
- Giovanni Bacci;
- Emilio Zannerini.

Pelo Grupo Parlamentar Socialista
- Elia Musatti;
- Oddino Morgari.

Pela Confederação Geral do Trabalho
- Gino Baldesi;
- Alessandro Galli;
- Ernesto Caporali.

## Revogação do pacto
O congresso regional das Fasce emilianos e romanholos, realizado em 16 de agosto em Bolonha, rejeitou o pacto de pacificação e solicitou a convocação de um congresso nacional. Na ocasião, os ras (hierarcas fascistas locais) mais intransigentes expressaram seu desacordo com os termos do pacto, posicionando-se contra Mussolini, "Quem traiu, trairá", diziam os cartazes afixados na cidade. Além de Italo Balbo, também os líderes fascistas de Florença, Veneza e Úmbria repudiaram o acordo.
Todas as acusações foram rejeitadas pelo Conselho Nacional das Fasci que se reuniu em Florença entre 26 e 27 de agosto e ao mesmo tempo a carta de renúncia apresentada por Mussolini foi rejeitada pela comissão executiva do Fasci, que declarou: "se o Fascismo não me seguir, ninguém poderá me forçar a seguir o Fascismo" ; pelo contrário, a demissão do cargo de vice-secretário-geral das fasces, apresentada por Cesare Rossi, foi aceita. .
A recomposição das fraturas internas do movimento fascista foi consolidada por ocasião do Terceiro Congresso dos Fasci de Combate, realizado em Roma, entre 7 e 10 de novembro de 1921. Mussolini, ao perceber que não poderia abrir mão da força representada pelos esquadrões (squadrismo), rejeitou oficialmente o pacto de pacificação. Com essa decisão, os fascistas reconheceram sua liderança política e aceitaram a transformação do movimento em um partido estruturado. Assim foi fundado o Partido Nacional Fascista (PNF).